# Pierre-Louis Granier
Pour les articles homonymes, voir Granier.
Pierre-Louis Granier est un homme politique français né le 7 janvier 1759 à Montpellier (Hérault) et décédé le 28 janvier 1827 à Paris.
Négociant, maire de Montpellier de juin 1800 à septembre 1814, il est baron d'Empire. Pendant les Cent-Jours, en 1815, il redevient maire de Montpellier et est député de l'Hérault.

## Sources
- « Pierre-Louis Granier », dans Adolphe Robert et Gaston Cougny, Dictionnaire des parlementaires français, Edgar Bourloton, 1889-1891 [détail de l’édition]